# الكلمة (صحيفة ليبية)
جريدة الكلمة هي صحيفة يومية عربية تصدر في ليبيا. وهي إحدى الصحف التي تأسست أثناء أو بعد الثورة الليبية التي أطاحت بمعمر القذافي في عام 2011.

## التاريخ والملف الشخصي
اُطلقَت "الكلمة" على يد محمد الموزوجي في أيار 2011. يقع المقر الرئيس للصحيفة في بنغازي. تحتوي الجريدة على 16 صفحة، وتُنشر على شكل نشرة عريضة. في حزيران 2011، بلغ توزيع الصحيفة اليومية حوالي 4000 نسخة.
تعد صحيفة الكلمة من الصحف المستقلة في ليبيا حيث أنها لا تمثل ولا تنتمي إلى أي جماعات أو أحزاب سياسية. وتغطي الصحيفة الأخبار والميزات وتدار بشكل أكثر احترافية على النقيض من الصحف الأخرى في البلاد. إن أمل عمر شنيب هي من بين المساهمين الدائمين.

## روابط خارجية
- الموقع الرسمي